# دانيال توماس
دانيال توماس (بالإنجليزية: Daniel Thomas)‏ هو لاعب كرة القدم الكندية أمريكي، ولد في 29 أكتوبر 1987 في هيليارد في الولايات المتحدة.

## وصلات خارجية
- دانيال توماس على موقع مرجع كرة القدم المحترفة.كوم (الإنجليزية)